# Blue (album de Jesus Lizard)
Pour les articles homonymes, voir Blue.
Albums de The Jesus Lizard
Shot
(1996)
Blue est le sixième et dernier album studio du groupe The Jesus Lizard.

## Titres
| 1.    | I Can Learn                 | 3:10 |
| 2.    | Horse Doctor Man            | 3:58 |
| 3.    | Eucalyptus                  | 5:59 |
| 4.    | A Tale of Two Women         | 3:28 |
| 5.    | Cold Water                  | 2:45 |
| 6.    | And Then the Rain           | 3:13 |
| 7.    | Postcoital Glow             | 3:31 |
| 8.    | Until It Stopped to Die     | 3:56 |
| 9.    | Soft Damage                 | 4:05 |
| 10.   | Happy Snakes                | 3:00 |
| 11.   | Needles for Teeth (Version) | 3:40 |
| 12.   | Terremoto                   | 1:20 |
| 42:05 |                             |      |